# Astragalus laguroides
Astragalus laguroides är en ärtväxtart som beskrevs av Pall.. Astragalus laguroides ingår i släktet vedlar, och familjen ärtväxter.

## Underarter
Arten delas in i följande underarter:
- A. l. laguroides
- A. l. micranthus